# شومرینگ (دهانه)
شومرینگ یک دهانه برخوردی در ماه‌ است.

## دهانه‌های اقماری
این دهانه ۳ دهانه اقماری دارد.
| Sömmering | عرض جغرافیایی | طول جغرافیایی | قطر          |
| --------- | ------------- | ------------- | ------------ |
| A         | ۱.۱° N        | ۱۱.۱° W       | ۳.۰ کیلومتر  |
| P         | ۲.۲° N        | ۱۰.۳° W       | ۶.۰ کیلومتر  |
| R         | ۱.۹° N        | ۹.۸° W        | ۱۷.۰ کیلومتر |